# Петровка (Великоберезниківський район)
Петро́вка (рос. Петровка, ерз. Петровка) — село у складі Беликоберезниківського району Мордовії, Росія. Входить до складу Починківського сільського поселення.

## Населення
Населення — 45 осіб (2010; 57 у 2002).
Національний склад (станом на 2002 рік):
- росіяни — 95 %